# Valentin Uritescu
Valentin Uritescu (n. 4 iunie 1941, Vinerea, Alba, România – d. 17 iunie 2022, București, România) a fost un actor român de televiziune, film și teatru.

## Biografie
A urmat cursurile școlii elementare în satul natal iar liceul l-a făcut la Orăștie și, potrivit spuselor sale, l-a absolvit „printr-o minune” în 1959. A absolvit în 1963 Institutul de Artă Teatrală și Cinematografică „I.L. Caragiale” (IATC) din București, la clasa profesorului Constantin Moruzan. După absolvirea Institutului s-a angajat la Teatrul din Brăila unde a rămas cinci ani (1963-1968) și unde a și debutat scenic cu rolul Ladvenu din Sfânta loana. În cinematografie a debutat în 1981 cu un rolișor în filmul lui Lucian Bratu, Angela merge mai departe.
Actorul Bogdan Uritescu este fiul lui Valentin Uritescu.
A fost prezentator al emisiunii „Viața satului”.
În decursul carierei sale artistice a lucrat ca angajat la patru teatre: 
- 1963-1968 la Teatrul "M. Filotti" din Brăila,
- 1968-1980 la "Teatrul Tineretului" din Piatra Neamț,
- 1981-1990 la Teatrul Bulandra din București,
- 1990 - - Teatrul Național Ion Luca Caragiale din București. S-a pensionat în urmă cu mai mulți ani.[8]

## Filmografie
- Lumini și umbre (Serial TV) (1981 - 1982)
- Angela merge mai departe (1982)
- Întunericul alb (1982)
- Concurs (1982)
- Faleze de nisip (1983)
- Ochi de urs (1983)
- Întoarcerea din iad (1983)
- Lișca (1984)
- Al patrulea gard, lângă debarcader (1984)
- Acordați circumstanțe atenuante? (1984)
- Eroii nu au vîrstă (Serial TV) (1984) - comisarul Teșu
- Fapt divers (1985)
- Domnișoara Aurica (1985) - Gică Hau-Hau
- Trenul de aur (1986) - mecanicul de locomotivă Panait
- Noi, cei din linia întâi (1986) - sergentul Șaptefrați
- Umbrele soarelui (1988)
- Niște băieți grozavi (1988)
- Duminică în familie (1988)
- Flăcări pe comori (1988)
- De ce are vulpea coadă (1989) - bunicul lui Gabi
- Un studio în căutarea unei vedete (1989)
- Cei care plătesc cu viața (1989)
- Dreptatea (1989)
- Fără lumini de poziție (1989)
- Momentul adevărului (1989) - Tatăl
- Marea sfidare (1990)
- Rămînerea (1991) - nebunul satului
- Drumul câinilor (1991) - Octavian
- A unsprezecea poruncă (1991) - Karl
- Balanța (1991)
- Șobolanii roșii (1991) - Generalul
- De-aș fi Peter Pan (1992)
- Patul conjugal (1993)
- Neînvinsă-i dragostea (1993) - Iacob Lazăr
- Cel mai iubit dintre pămînteni (1993)
- Dănilă Prepeleac (1996)
- Turnul din Pisa (2002) - Vali
- Examen (2003) - nea Grigore
- Trăsniții (2003) - Unchiul (1 episod, 2007)
- Magnatul (2004) - dr. Iorgu Baltazar
- Cuscrele (Serial TV) (2005)
- Cu un pas înainte (2007) - Septimiu Baltag (1 episod, 2008)
- Războiul sexelor (2007) - Tatăl lui Horia
- Schimb valutar (2008) - socrul
- Scene de căsnicie (2008)
- Las Fierbinți (2012) - Titică
- Fals tratat de mântuire a sufletului (2018)

### Dublaj
- Domnul Smee, în Peter Pan (2008)
- Bucșă, în Mașini (2006), Mașini 2 (2011) și în Mașini 3 (2017)
- The King, în Cenușăreasa (1950)
- The King, în Cenușăreasa II: Viața la castel (2002)
- The King, în Cenușăreasa III: Întoarcerea în timp (2007)

## Teatru
- Ubu Rege (1990) - teatru radiofonic

## Premii și Distincții
- Premiul ACIN 1986 pentru rolurile din Noi, cei din linia întâi și Domnișoara Aurica[9]
- Premiul UCIN 1991 Momentul adevărului, A unsprezecea poruncă, Rămânerea, Șobolanii roșii[9]
- Premiul pentru interpretare masculină (1986) pentru rolul Sergentul Șaptefrați din Lumini și umbre, regia Andrei Blaier.[9]

Președintele României Ion Iliescu i-a conferit artistului Valentin Uritescu la 7 februarie 2004 Ordinul Meritul Cultural în grad de Ofițer, Categoria D - "Arta Spectacolului", „în semn de apreciere a întregii activități și pentru dăruirea și talentul interpretativ pus în slujba artei scenice și a spectacolului”.

## Publicații
- Așa sunt eu, prost, 2011
- Să ai grijă de cel bun din tine Amintiri, Editura Humanitas, 2013[11]